# L.A. Smith
Ludvig August Smith (22. november 1820 i København – 12. november 1906 sammesteds) var en dansk genremaler.
L.A. Smith var søn af skibsfører Morten Peter Smith (1776-1835) og Lene Dorothea født Scheel (1780-1853). Fra 1831-41 var han elev af Kunstakademiet og malede derhos en tid under C.W. Eckersberg. Sit første billede, En Familiescene, udstillede han 1839 og malede i den følgende tid foruden enkelte historiemalerier en række portrætter og genrestykker, af hvilke sidste enkelte som Supplikanter (1853), købt af Kunstforeningen, og især En kjøbenhavnsk Familie (1861), der udkom i litografi, gjorde lykke i vide kredse som meget populære skildringer af pudsige hverdagssituationer. Smith, der i 1864 ægtede Margrethe Petersen (1843-1877), udstillede sidste gang i 1894.

## Ekstern henvisning
- L.A. Smith på Kunstindeks Danmark/Weilbachs Kunstnerleksikon

- Wikimedia Commons har flere filer relateret til L.A. Smith